# Ultimate Ultimate 1995
Ultimate Ultimate 1995는 1995년 12월 16일에 미국 콜로라도주 에서 개최된 UFC 경기이다.

## 같이 보기
- UFC
- UFC 대회 목록